# Gregory Vargas
Gregory Vargas (Ocumare del Tuy, 18 de fevereiro de 1986) é um basquetebolista venezuelano que atualmente joga pelo Maccabi Haifa disputando a Ligat HaAl. O atleta possui 1,80 m e atua na posição armador e Ala-armador. Defendendo a Seleção Venezuelana, participou da inédita conquista da Copa América de 2015 na Cidade do México que credenciou a Venezuela ao Torneio Olímpico nos Jogos Olímpicos de Verão de 2016.